# 管理権原者
管理権原者（かんりけんげんしゃ）とは、 
1. 日本の消防において消防法上の用語で、防火対象物の正当な管理権を有する者をいう。建物の所有者や賃借人などがこれにあたる。
2. 建築物における衛生的環境の確保に関する法律4条による、特定建築物管理権原者
3. プロジェクト管理の「権原者（Authority）」は、プロジェクトマネージャーに、プロジェクトをエグゼクティブ（会社役員）または組織のためにスポンサーの名において能力を与えられている者 [1]。

プロジェクトマネージャーが活用できる権限には、以下のようないくつかの種類がある。 
- 位置的権限 （ 正式または正当な権限とも呼ばれる）：プロジェクト憲章またはその他の組織的手段（組織レベル、報告関係など）によって実施されるプロジェクトマネージャーの権限を指す。
- 強制的な権限 （ ペナルティ機関とも呼ばれる）：ボーナスを失う、魅力のない仕事を割り当てる、地位を失う、正式なprim責を発行する、場合によっては職を失うなどの罰の脅威によってスタッフをやる気にさせることを指す。
- 専門家の権限 ：認定や教育などの正式なメカニズムを通じて達成されうる。プロジェクトマネージャーには、Project Management Professional（PMP） [3]やPrince2 Foundationなどのグローバルな認証機関から利用できる認証があり、さらに大学または教育機関の学位または卒業証書はプロジェクトマネージャーに対し専門知識をさらに付与することができる。最後に、相対的な分野と業界で実証された経験により、プロジェクトマネージャーをその分野の専門家として関連付けることができる。
- 参照権限 ：プロジェクトマネージャーにとって、これは通常、他者に対する整合性、公平性、敬意を示すことによって得られた権限を指す。この権限により、プロジェクトマネージャーは正式/報酬またはペナルティ権限がない場合でも、チームの自信を得ることができる。指示対象は、チームメンバーがアイデア、感情、懸念を共有できるようにするために、アクセス可能または親しみやすく、必要なカリスマ性を備えていることとも関連する。レフェラント権限に関する別の観点は、プロジェクトマネージャーが属するグループまたは所属に基づいて、フランス語やレイヴン[4]による表現がある。
- 報酬権限 ： 積極的な強化と価値のある何かを授与する能力を指す。

プロジェクトは一時的であるため、ほとんどのプロジェクトマネージャーは、主に専門家や被照会機関に委嘱される。 